# 帕特里夏·皮内多
帕特里夏·皮内多（西班牙語：Patricia Pinedo，1981年5月13日—），西班牙女子手球运动员。她曾代表西班牙参加2011年世界女子手球锦标赛，获得季军。

## 家庭
孪生姐妹伊丽莎白·皮内多。